# ISA

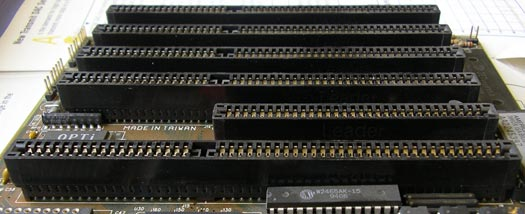
П'ять 16-розрядних та один 8-розрядний слоти шини ISA на материнській платі.

ISA (від англ. Industry Standard Architecture, ISA bus — укр. Промислова стандартна архітектура) — 8-ми або 16-ти розрядна шина введення/виведення IBM PC-сумісних комп'ютерів. Служить для підключення плат розширення стандарту ISA. Конструктивно виконують у вигляді 62-х або 98-контактного роз'єму на материнській платі.

## Історія
Шина ISA протягом багатьох років була стандартом в області персональних комп'ютерів. Вона є однією з перших в сімействі шин, але використовується досі. Це пов'язано з тим, що для багатьох пристроїв, зокрема миші, клавіатури, модемів, ручних сканерів, дисководів та ін., швидкодія цієї шини більш ніж достатня. В певний час, коли частота ISA перевищила 8 МГц, були спроби відділити шину ISA від шини процесора, яка була тоді основною. Раніше вони працювали на одній частоті. Аби уникнути розділення шин, надалі був розроблений розширений варіант шини ISA з новою назвою — VESA local bus (чи VL-Bus). Так був зроблений поворот до архітектури локальних шин.
Фірма «Intel» сумісно з «Microsoft» розробили стратегію поступової відмови від шини ISA (згідно зі стандартом РС98 і РС99). Згідно зі специфікацією РС99, надалі в комп'ютері повинні використовуватись тільки дві шини, а саме — PCI та AGP. Але, з огляду на великий парк ПК з шиною ISA і високу вартість модернізації комп'ютерів, 16-розрядна шина ISA використовувалась ще не один рік.

## Конструкція
16-розрядну шину ISA інколи називають AT BUS. Її слот складається з двох частин, одна з яких у точності відповідає слоту 8-розрядної шини ISA, а на контакти другої частини виведені лінії для додаткових адрес введення/виведення, переривань та каналів DMA (Direct Memory Access). Тому короткі 8-розрядні карти можна встановити в 16-розрядний слот.
Додатковий слот має 36 контактів. Призначення контактів 16-розрядної шини ISA приведено в багатьох джерелах, починаючи з «Технічного довідника IBM PC AT» (де наведено повну схему комп'ютера).
Передача байта даних по шині ISA проходить наступним чином. На адресній шині виставляється адреса комірки RAM чи порту пристрою введення-виведення, у котрий необхідно передати байт. Потім на шину даних виставляється байт даних, і по одній з ліній шини керування передається сигнал запису WR, який є стробом. Контроль запису не проводиться, тому тактова частота шини ISA вибрана такою, що дорівнює 8,33 МГц. Це зроблено з метою, щоб навіть найповільніші пристрої встигали проводити обмін даними чи командами по шині.

## Недоліки
Основним недоліком шини ISA є те, що вже при частоті процесорів i386 та 486 дані не можуть передаватися по шині з тією ж швидкістю, з якою їх обробляє процесор. Тому в очікуванні даних він вимушений простоювати. Це стало причиною появи нових стандартів.